# Sultan bin Salim al-Qasimi
Sultan bin Salim al-Qasimi (in arabo سلطان بن سالم القاسمي‎?; 1891 – 1951), è stato emiro di Ras al-Khaima dal 1921 al 1948. Il suo regno lungo e turbolento fu caratterizzato da dispute familiari e tribali e infine venne deposto con un colpo di Stato.

## Ascesa al trono
Sultan bin Salim assunse l'incarico di wali di Ras al-Khaima, nel luglio del 1919, quando suo fratello Muhammad gli cedette il controllo. Il padre di Sultan, lo sceicco Salim bin Sultan al-Qasimi, governava Ras al-Khaima dal 1910 e aveva consolidato il potere al punto in cui l'emirato era in tutto tranne che nel nome indipendente da Sharja.
Salim morì nell'agosto del 1919 e Sultan chiese agli inglesi che Ras al-Khaima fosse riconosciuta come uno Stato della Tregua con egli stesso come suo sovrano. Nel dicembre del 1919, il residente politico Arthur Prescott Trevor, visitò Ras al-Khaima e concluse che Sultan era troppo giovane per mantenere la sua precaria presa del potere alla luce delle forti fazioni che sostenevano suo fratello Muhammad e decise di non concedere il riconoscimento. Rivisitando la domanda l'anno seguente, Trevor scoprì che Sultan aveva un controllo consolidato e raccomandò al governo dell'India di riconoscerlo come emiro. Il 7 giugno del 1921 il governo coloniale concesse il suo riconoscimento, facendo di Ras al-Khaima il sesto Stato della Tregua e stabilendo la sua indipendenza sia da Sharja che dal suo sovrano, lo sceicco Khalid II bin Ahmad.

## Regno
Sultan bin Salim era fin troppo consapevole del passato turbolento della sua famiglia e si mosse non solo per consolidare il potere, ma per centralizzarlo insieme alle entrate fiscali che arrivavano al sovrano. Nel 1906, J.G. Lorimer aveva stimato le entrate della città a circa 6 300 rupie dal settore delle perle e a 800 rupie dai dazi doganali. Ras al-Khaima e le sue dipendenze (Jazirat Al Hamra, Khatt, Rams, Dhayah e Sha'am) beneficiarono anche di un'insolitamente ricca agricoltura e la sola città di Ras al-Khaima disponeva 15 600 alberi. Questo reddito modesto aveva molti pretendenti tra i membri della famiglia regnante ma Sultan fu rapido nel negarli: nel 1927 fece esiliare uno dei suoi cugini dopo un'aspra disputa per il rifiuto di Sultan di pagare un'indennità ai membri della famiglia.
Nel 1928, Sultan si ritrovò trascinato nella disputa tra l'ex sovrano di Sharja, lo sceicco Khalid II bin Ahmad, dal quale aveva ottenuto l'indipendenza, e il suo successore, lo sceicco Sultan II bin Saqr, quando gli sceicchi del Na'im e Bani Ka'ab gli chiesero di intercedere e conquistare la città dell'oasi interna di Dhaid per conto di Khalid. La città era stata formalmente ceduta a Khalid dal suo successore, ma gli uomini armati fedeli a Sultan rimasero là. Sultan bin Salim affrontò il fatto di essere coinvolto in un'operazione costosa che non avrebbe prodotto entrate e preziosi guadagni. Inoltre, minacciò di metterlo in conflitto con il sovrano di Sharja. Evitò di essere coinvolto quando nel luglio del 1928 Khalid II bin Ahmad entrò a Dhaid e ne prese il controllo.

### Rivendicazione su Kalba
Sultan era anche riluttante a essere spinto verso schemi che favorivano gli interessi britannici nell'area, in particolare nella fornitura di infrastrutture e nell'incrementare le interferenze inglesi in questioni che alcuni degli Stati della Tregua consideravano come loro affari interni. Il suo rapporto con gli inglesi non era migliorato nel 1937, quando il marito di sua sorella, lo sceicco di Kalba, morì improvvisamente. Sultan affermò la sua sovranità su Kalba e si mosse rapidamente con una forza di uomini armati contro l'emirato. Gli inglesi avevano un interesse acquisito su Kalba, che era il sito della pista di atterraggio di riserva all'aeroporto di Sharja e Sultan fu punito con l'esilio in Bahrein. A seguito di lunghe trattative, Kalba fu tenuta come reggenza da Khalid bin Ahmad al-Qasimi.

### Concessione petrolifera e colpo di Stato
Le finanze dell'emirato furono aggravate dal declino del commercio di perle e dall'impatto globale della Grande depressione cominciata nel 1929. Stranamente, questa impazienza lo aiutò a mantenere la sua presa sul potere ma quando firmò segretamente una concessione petrolifera lucrativa con la Petroleum Development Ltd, i membri della famiglia oltraggiati cospirarono per farlo rimuovere. Il 17 luglio 1948, suo nipote Saqr bin Muhammad lo depose con un colpo di Stato incruento.
Sultan bin Salim morì nel 1951.